# 미셸 바르니에
미셸 장 바르니에(프랑스어: Michel Jean Barnier, 프랑스어 발음: [miʃɛl baʁnje], 1951년 1월 9일~)는 프랑스의 정치인이자 전 유럽 연합(EU)의 관리였다. 2024년 9월 5일, 제123대 프랑스의 총리직에 올랐으나, 2024년 12월 4일 프랑스 하원이 불신임안을 통과시키면서 총리직에서 사퇴하게 되었고, 바르니에 정부도 붕괴되었다.
일련의 드골파 정당(UDR, RR, UMP, LR)의 일원인 바르니에는 1993년부터 1995년까지 환경부 장관, 1995년부터 1997년까지 유럽부 장관, 2004년부터 2005년까지 외무부 장관, 2007년부터 2009년까지 농수산부장관 등의 여러 프랑스 내각의 직책을 역임하였다.
유럽 연합에서 바르니에는 2010년부터 2014년까지 유럽 연합 내부 시장 및 서비스 담당 위원, 2010년부터 2015년까지 유럽 국민당(EPP)의 부대표를 역임했다. 2016년 10월부터 2019년 11월까지 그는 태스크포스에서 EU의 수석 협상가였다. 또, 유럽연합 조약 제50조(태스크포스 50/TF50)에 따라 영국과의 협상 준비 및 수행을 위해, 그 후 2019년부터 2021년까지 유럽연합 집행위원회의 영국과의 관계 태스크포스 책임자(UK 태스크포스/UKTF)를 역임했다.
2021년 8월 바르니에는 2022년 대선에서 프랑스의 대통령 후보로 출마했다고 발표했지만, 2021년 공화당 의회에서 충분한 지지를 얻지 못해 3위를 차지했다. 2024년 9월, 바르니에는 2024년 임시 입법 선거에 이어 에마뉘엘 마크롱 대통령에 의해 총리로 임명되었다. 그가 임명된 후 BBC는 그를 "샤를 드골 전통을 따르는 헌신적이고 애국적인 보수주의자"라고 묘사했다.

## 역대 선거 결과
| 선거명                | 직책명                       | 대수 | 정당         | 1차 득표율 | 1차 득표수 | 2차 득표율 | 2차 득표수 | 결과         | 당락                     |
| --------------------- | ---------------------------- | ---- | ------------ | ---------- | ---------- | ---------- | ---------- | ------------ | ------------------------ |
| 1978년 프랑스 총선    | 하원의원 (사부아 제2선거구)  | 6대  | 공화국연합   | 49.05%     | 22,016표   | 54.37%     | 26,154표   | 1위          | 사부아 주 하원의원 당선  |
| 1981년 프랑스 총선    | 하원의원 (사부아 제2선거구)  | 7대  | 공화국연합   | 55.33%     | 22,665표   |            |            | 1위          | 사부아 주 하원의원 당선  |
| 1988년 프랑스 총선    | 하원의원 (사부아 제2선거구)  | 9대  | 공화국연합   | 64.20%     | 27,871표   |            |            | 1위          | 사부아 주 하원의원 당선  |
| 1993년 프랑스 총선    | 하원의원 (사부아 제2선거구)  | 10대 | 공화국연합   | 60.16%     | 27,652표   |            |            | 1위          | 사부아 주 하원의원 당선  |
| 2009년 유럽 의회 총선 | 유럽의원 (일드프랑스 선거구) | 7대  | 대중운동연합 | 29.60%     | 828,172표  |            |            | 비례대표 1번 | 일드프랑스 유럽의원 당선 |

## 같이 보기
- 바르니에 정부